# Leichtathletik-Weltmeisterschaften 2015/Dreisprung der Männer

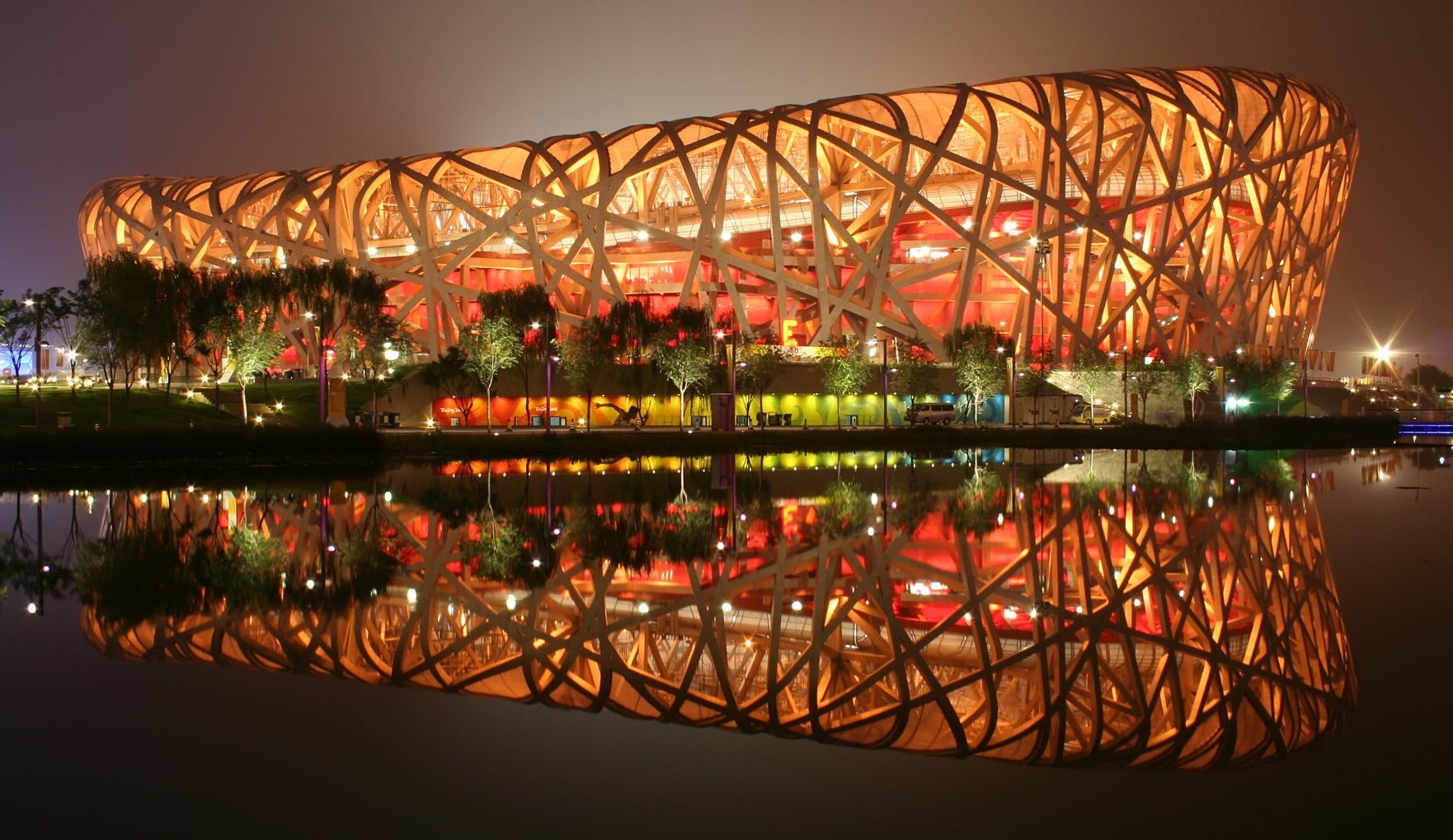
Das Nationalstadion Peking während der Weltmeisterschaften

Der Dreisprung der Männer bei den Leichtathletik-Weltmeisterschaften 2015 wurde am 26. und 27. August 2015 im Nationalstadion der chinesischen Hauptstadt Peking ausgetragen.
Es siegte der US-amerikanische Weltmeister von 2011 und aktuelle Olympiasieger Christian Taylor.

Wie bei den Weltmeisterschaften 2013 belegte der Kubaner Pedro Pablo Pichardo den zweiten Rang.

Bronze ging an den portugiesischen Olympiasieger von 2008, Weltmeister von 2007 und Vizeweltmeister von 2009 Nelson Évora.

## Bestehende Rekorde
| Weltrekord               | Jonathan Edwards | 18,29 m | WM in Göteborg, Schweden | 7. August 1995 |
| Weltmeisterschaftsrekord | Jonathan Edwards | 18,29 m | WM in Göteborg, Schweden | 7. August 1995 |

Der bestehende WM-Rekord wurde bei diesen Weltmeisterschaften nicht eingestellt und nicht verbessert.
Der US-amerikanische Weltmeister Christian Taylor stellte mit seiner Siegesweite von 18,21 m eine neue Weltjahresbestleistung auf und verfehlte damit den bestehenden Weltmeisterschaftsrekord, gleichzeitig Weltrekord, um lediglich acht Zentimeter.

## Windbedingungen
In den folgenden Ergebnisübersichten sind die Windbedingungen zu den einzelnen Sprüngen benannt. Der erlaubte Grenzwert liegt bei zwei Metern pro Sekunde. Bei stärkerer Windunterstützung wird die Weite für den Wettkampf gewertet, findet jedoch keinen Eingang in Rekord- und Bestenlisten.

## Legende
Kurze Übersicht zur Bedeutung der Symbolik – so üblicherweise auch in sonstigen Veröffentlichungen verwendet:
| – | verzichtet                                 |
| x | ungültig                                   |
| w | Windunterstützung über dem zulässigen Wert |

### Qualifikation
26. August 2015, 10:00 Uhr Ortszeit (4:00 Uhr MESZ)
Die Qualifikation wurde in zwei Gruppen durchgeführt. Die Qualifikationsweite betrug 17,00 m. Da nur fünf Springer diese Weite übertrafen (hellblau unterlegt), wurde das Finalfeld mit den nächstbesten Athleten beider Gruppen auf insgesamt zwölf Springer aufgefüllt (hellgrün unterlegt). So waren schließlich 16,73 m bei einem zweitbesten Sprung von 16,33 m für eine Finalteilnahme notwendig.

### Gruppe A
| Platz | Athlet               | Land                | 1. Versuch (m) Wind (m/s) | 2. Versuch (m) Wind (m/s) | 3. Versuch (m) Wind (m/s) | Resultat (m) |
| 01    | Pedro Pablo Pichardo | Kuba                | 16,94 / +0,6              | x                         | 17,43 / +0,4              | 17,43        |
| 02    | Marian Oprea         | Rumänien            | 17,07 / +1,5              | –                         | –                         | 17,07 SB     |
| 03    | Omar Craddock        | USA                 | 16,69 / +0,1              | 17,01 / +1,5              | –                         | 17,01        |
| 04    | Dmitri Sorokin       | Russland            | 16,99 / +0,2              | x                         | –                         | 16,99        |
| 05    | Jonathan Drack       | Mauritius           | 16,79 / +0,8              | 13,28 / +1,3              | x                         | 16,79        |
| 06    | Tosin Oke            | Nigeria             | x                         | 14,70 / +1,3              | 16,74 / +0,8              | 16,74        |
| 07    | Kim Deok-hyeon       | Südkorea            | 16,57 / +0,2              | 16,57 / +1,0              | 16,72 / +0,3              | 16,72        |
| 08    | Cao Shuo             | Volksrepublik China | 16,66 / +2,4              | 16,66 / −0.1              | 16,51 / +0,8              | 16,66 w      |
| 09    | Georgi Zonow         | Bulgarien           | x                         | x                         | 16,59 / −0,2              | 16,59        |
| 10    | Will Claye           | USA                 | x                         | 15,73 / +0,3              | 16,41 / +0,2              | 16,41        |
| 11    | Samyr Lainé          | Haiti               | 16,23 / −0,3              | 16,15 / +0,3              | 16,12 / +0,1              | 16,23        |
| 12    | Latario Collie-Minns | Bahamas             | 16,10 / +1,2              | x                         | 16,21 / ±0,0              | 16,21        |
| 13    | Xu Xiaolong          | Volksrepublik China | 15,97 / +1,4              | 16,19 / ±0,0              | x                         | 16,19        |
| 14    | Jean-Cassimiro Rosa  | Brasilien           | 15,97 / +0,7              | x                         | 15,75 / +0,5              | 15,97        |

In Qualifikationsgruppe A ausgeschiedene Dreispringer:

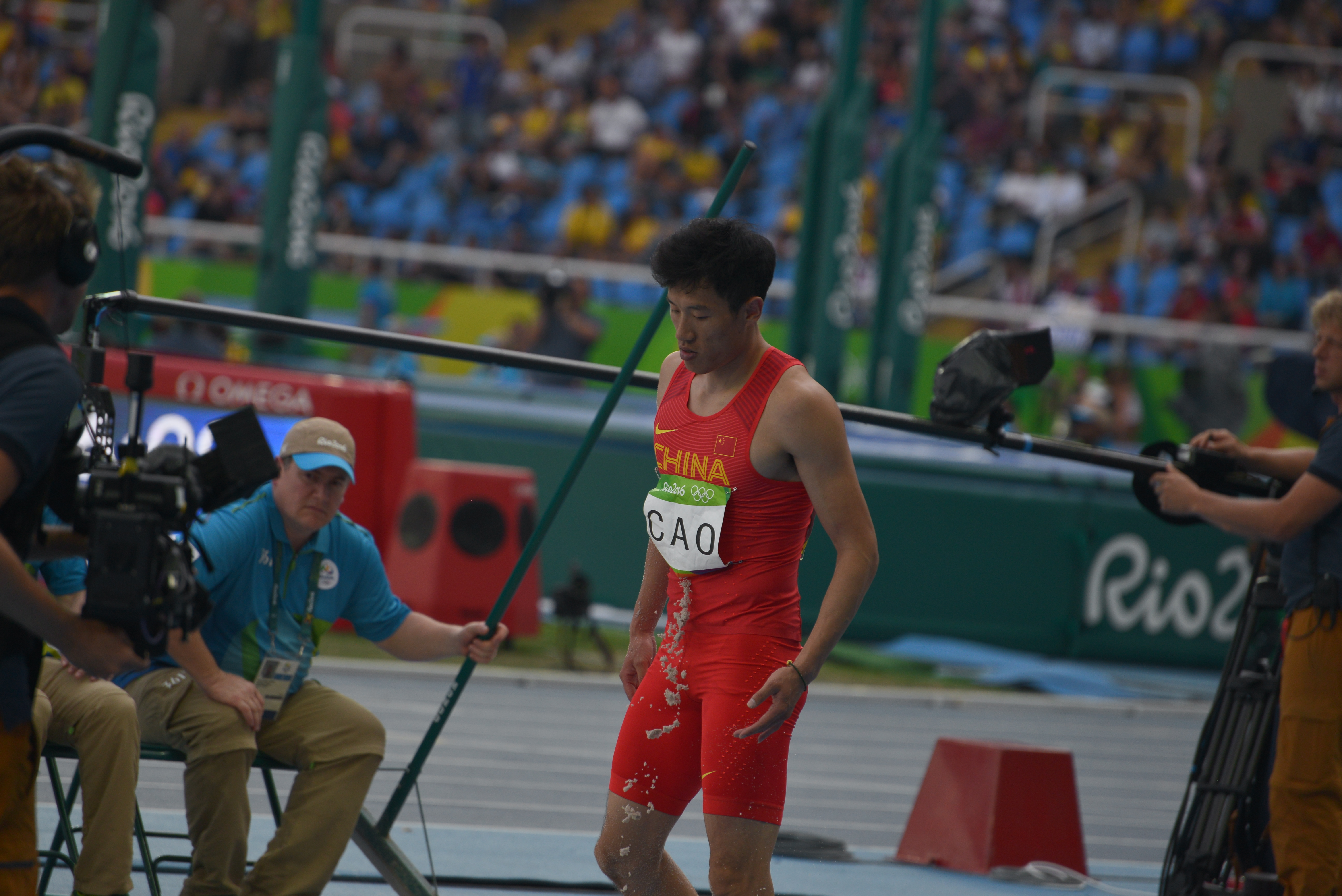
Cao Shuo schied mit 16,66 m in der Qualifikation aus
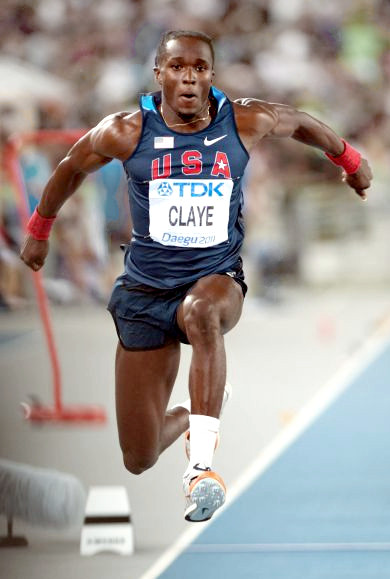
Mitfavorit Will Claye erzielte 16,41 m, womit er nicht das Finale erreichte
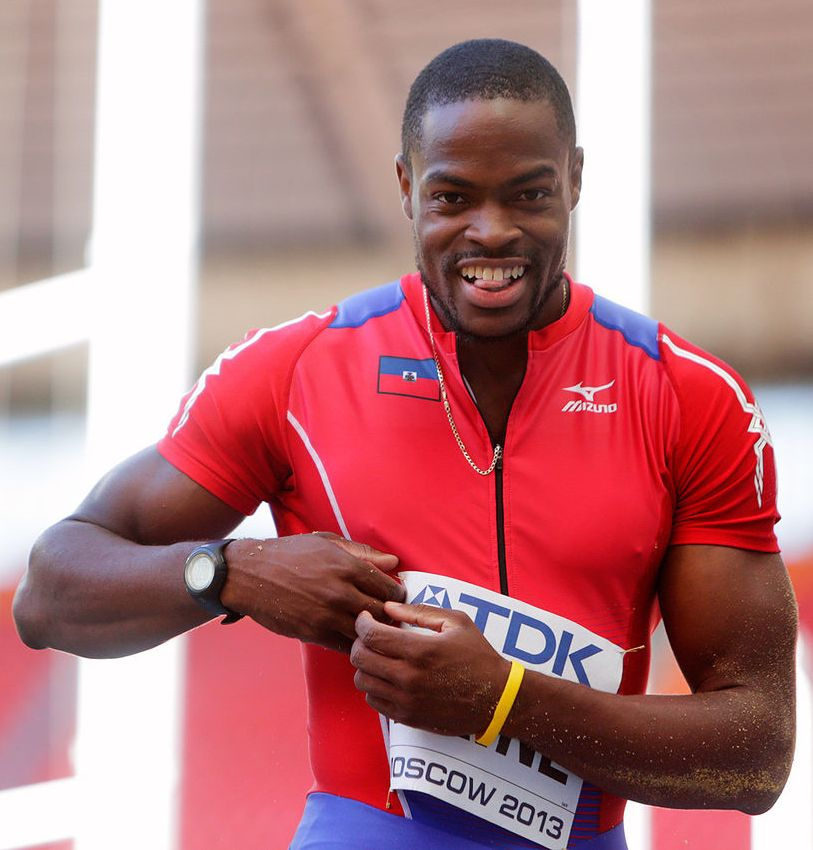
Samyr Lainé erzielte 16,23 m und scheiterte damit in der Qualifikation
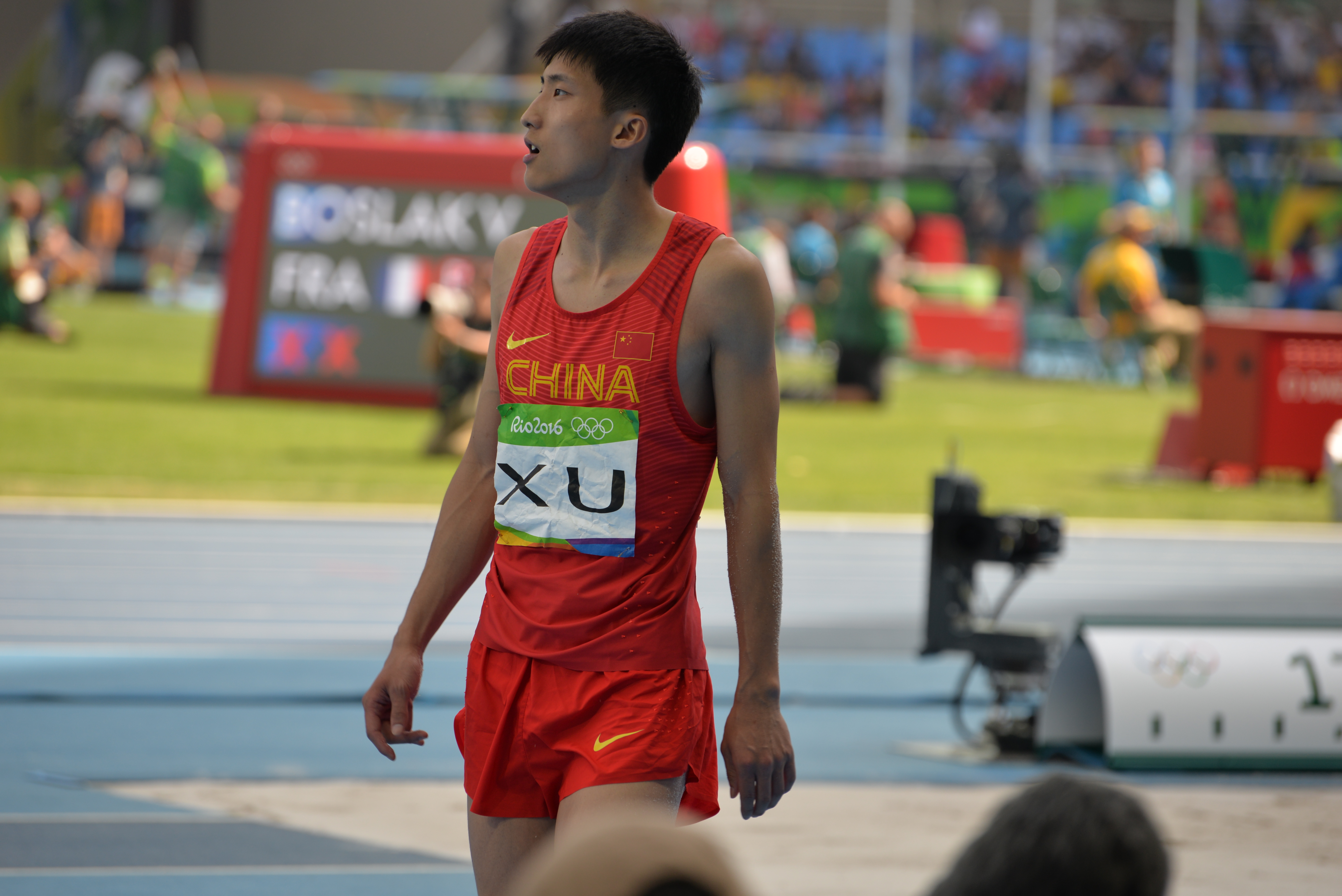
Xu Xiaolong erreichte mit 16,19 m nicht das Finale

### Gruppe B
| Platz | Athlet                 | Land                | 1. Versuch (m) Wind (m/s) | 2. Versuch (m) Wind (m/s) | 3. Versuch (m) Wind (m/s) | Resultat (m) |
| 01    | Christian Taylor       | USA                 | 16,77 / +0,8              | 17,28 / +0,4              | –                         | 17,28        |
| 02    | Nelson Évora           | Portugal            | x                         | 16,68 / +0,1              | 17,01 / +0,2              | 17,01        |
| 03    | Ljukman Adams          | Russland            | x                         | 16,85 / +0,1              | 16,50 / +0,7              | 16,85        |
| 04    | Benjamin Compaoré      | Frankreich          | x                         | x                         | 16,82 / +0,5              | 16,82        |
| 05    | Godfrey Khotso Mokoena | Südafrika           | 16,78 / +0,8              | x                         | 16,78 / +0,5              | 16,78        |
| 06    | Leevan Sands           | Bahamas             | 16,60 / −0,2              | 16,69 / +0,5              | 16,73 / +0,6              | 16,73        |
| 07    | Marquis Dendy          | USA                 | 14,36 / +0,6              | 16,73 / +0,6              | 16,32 / +0,3              | 16,73        |
| 08    | Rumen Dimitrow         | Bulgarien           | x                         | 16,53 / +0,3              | 16,19 / +0,3              | 16,53        |
| 09    | Dong Bin               | Volksrepublik China | 16,44 / +0,4              | x                         | x                         | 16,44        |
| 10    | Pablo Torrijos         | Spanien             | 15,85 / +0,6              | 15,73 / +0,6              | 16,32 / +0,6              | 16,32        |
| 11    | Yordanys Durañona      | Dominica            | x                         | 16,12 / +0,4              | 16,27 / +0,5              | 16,27        |
| 12    | Roman Walijew          | Kasachstan          | x                         | x                         | 16,04 / +0,2              | 16,04        |
| 13    | Muhammad Hakimi Ismail | Malaysia            | 15,72 / +0,5              | 15,93 / +0,4              | x                         | 15,93        |
| NM    | Hugues Fabrice Zango   | Burkina Faso        | x                         | x                         | x                         | ogV          |

In Qualifikationsgruppe B ausgeschiedene Dreispringer:

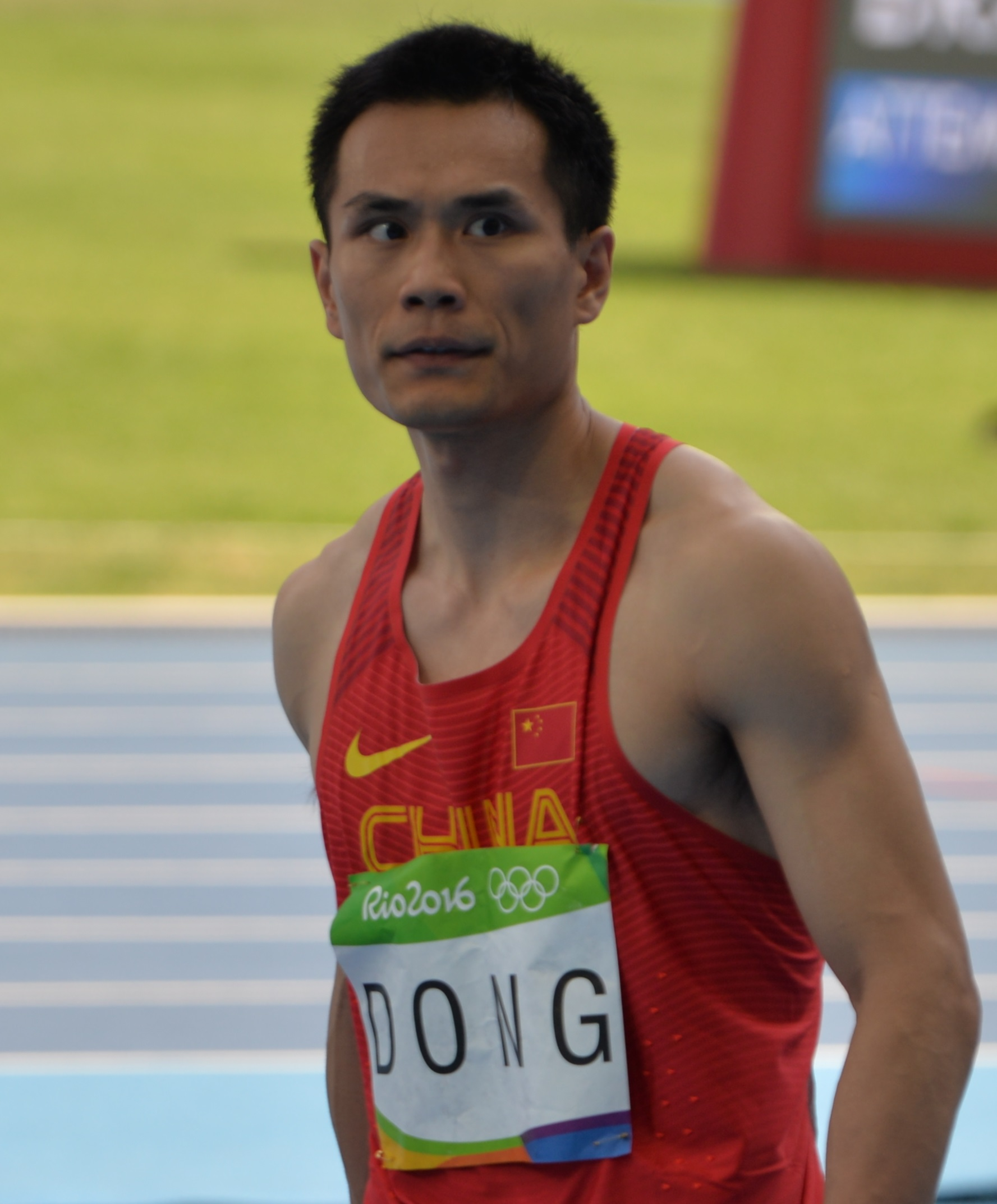
Auch Dong Bin, ein weiterer Chinese, sprang mit 16,44 m nicht weit genug, um im Finale dabei zu sein
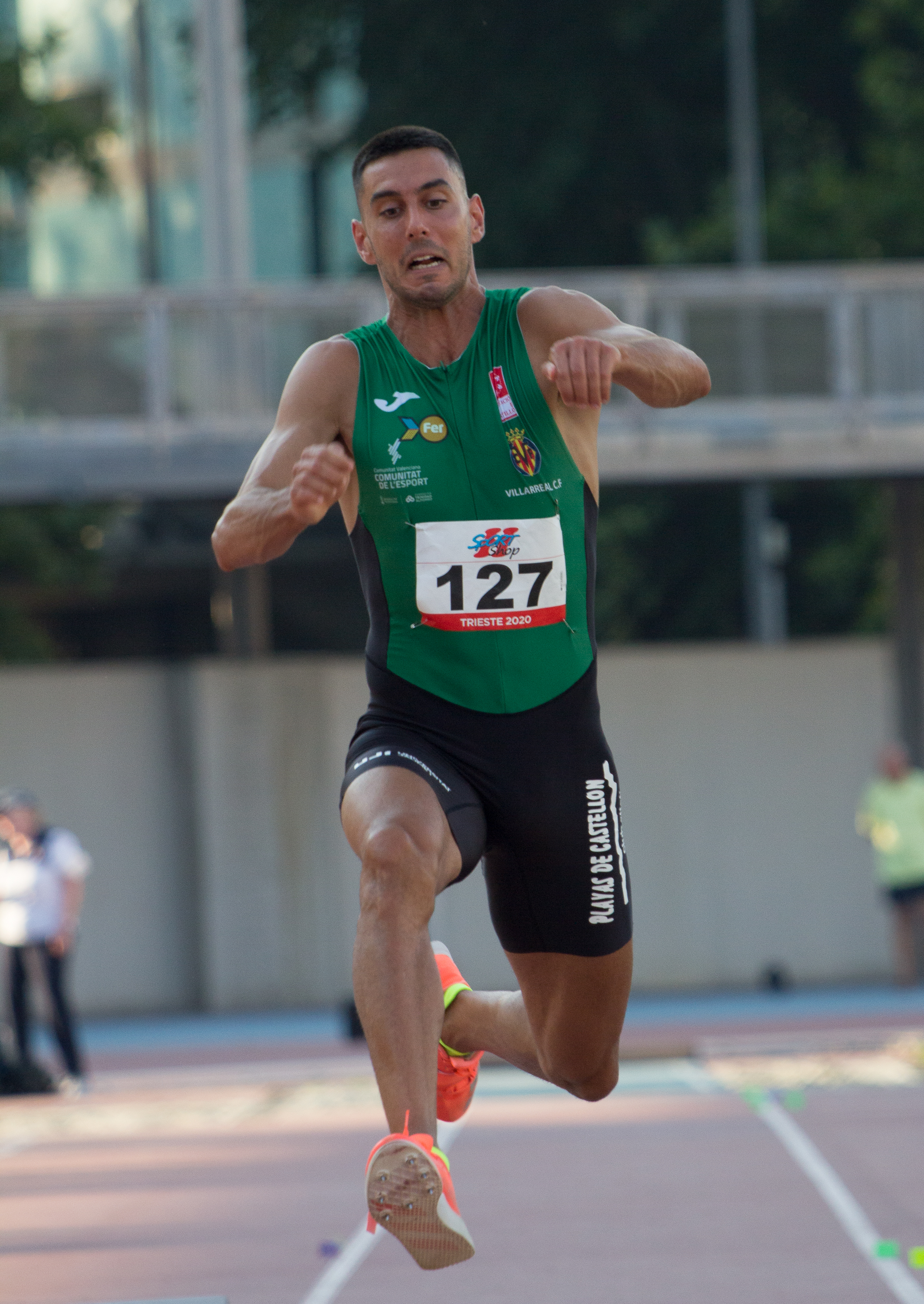
Pablo Torrijos – 16,32 m
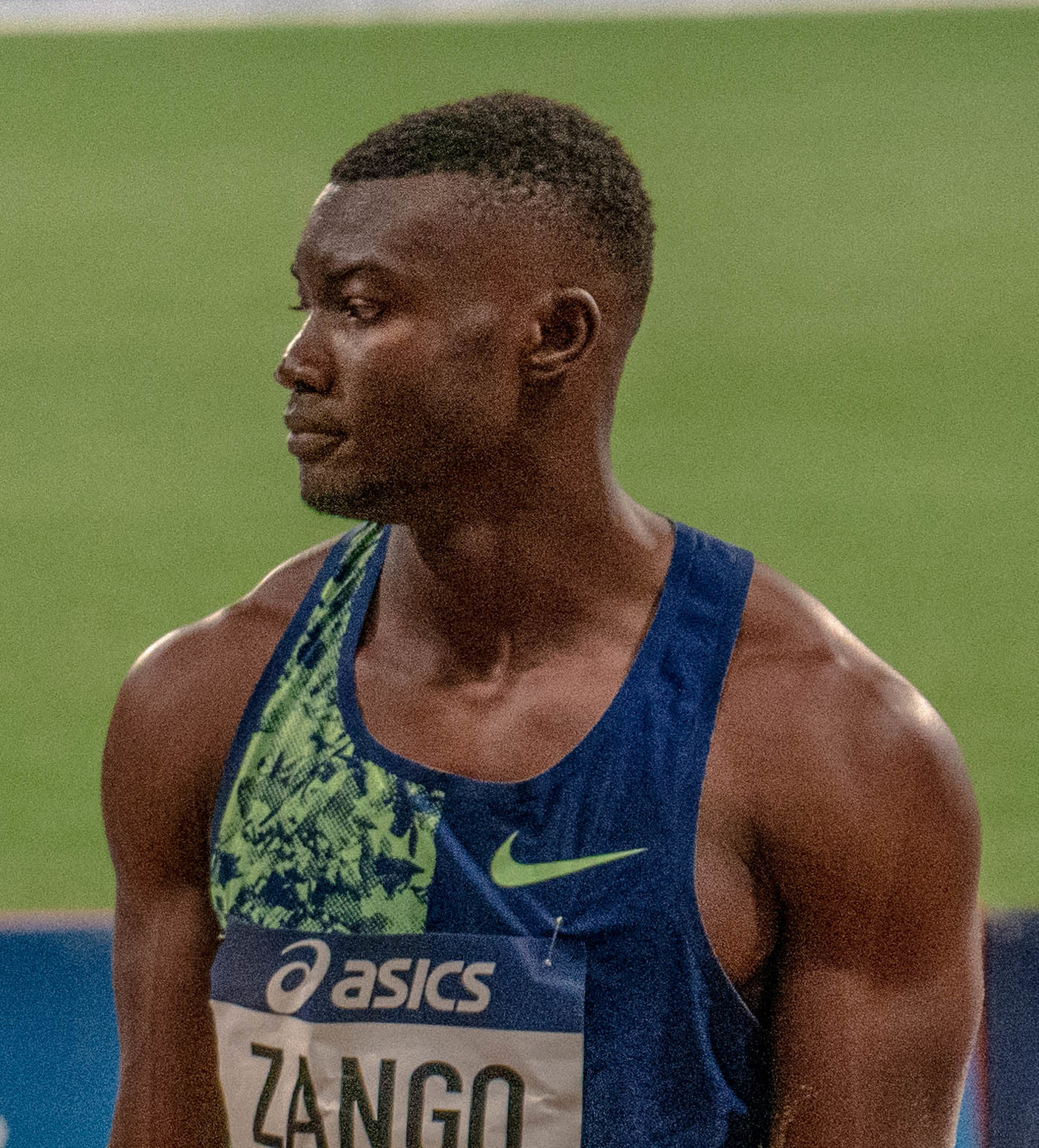
Hugues Fabrice Zango – ohne gültigen Versuch

## Finale
27. August 2015, 19:10 Uhr Ortszeit (13:10 Uhr MESZ)
Der französische Titelverteidiger Teddy Tamgho war hier nicht unter den Teilnehmern. Er war nach einer Dopingsperre zwar wieder startberechtigt, konnte jedoch verletzungsbedingt nicht dabei sein. Zum Favoritenkreis gehörten die beiden US-Amerikaner Christian Taylor – Weltmeister von 2011 und Olympiasieger von 2012 – sowie Will Claye – WM-Dritter von 2011 und 2013, Olympiazweiter von 2012. Allerdings scheiterte Claye bereits in der Qualifikation. Auch der zweifache kubanische Vizeweltmeister von 2011 und 2013 Pedro Pablo Pichardo und der amtierende französische Europameister Benjamin Compaoré traten als Medaillenkandidaten an.
Der Wettkampf nahm von Beginn an mit guten Weiten Fahrt auf. Pichardo legte 17,52 m vor, der Portugiese Nelson Évora, Vizeweltmeister von 2009 erzielte 17,28 m, dem US-Amerikaner Omar Craddock gelangen 17,14 m. Auch der Rumäne Marian Oprea übertraf mit seinen 17,06 m die 17-Meter-Marke. Im zweiten Durchgang sprang Taylor 17,49 m und war damit Zweiter. Auch der Russe Ljukman Adams übertraf nun mit 17,12 m und war damit Fünfter. In Runde drei verbesserte er sich weiter auf 17,28 m. Doch seine Konkurrenten konterten mit starken Sprüngen. Évora erzielte 17,29 m, das war Rang drei, denn Pichardo und Taylor erreichten beide 17,60 m.
In Runde fünf verdrängte Craddock mit 17,37 m den Portugiesen Évora vom Bronzerang. Die Entscheidung fiel allerdings erst im letzten Durchgang. Nelson Évora sicherte sich mit einer erneuten Verbesserung auf 17,52 m die Bronzemedaille. Christian Taylor übertraf mit 18,21 m die 18-Meter-Marke und erzielte damit eine neue Weltjahresbestleistung. Zum Weltrekord des Briten Jonathan Edwards fehlten ihm nur acht Zentimeter. Auch Pedro Pichardo gelang mit 17,73 m noch einmal eine Steigerung, aber es blieb damit bei Silber für ihn. Vierter wurde Omar Craddock, Ljukman Adams belegte Rang fünf vor Marian Oprea.
| Platz | Athlet                 | Land       | 1. Versuch (m) Wind (m/s) | 2. Versuch (m) Wind (m/s) | 3. Versuch (m) Wind (m/s) | 4. Versuch (m) Wind (m/s)                | 5. Versuch (m) Wind (m/s)                | 6. Versuch (m) Wind (m/s)                | Resultat (m) |
|       | Christian Taylor       | USA        | 16,85 / +0,4              | 17,49 / +0,2              | 17,60 / +0,2              | 17,68 / +0,1                             | 17,22 / +0,1                             | 18,21 / +0,2                             | 18,21 WL     |
|       | Pedro Pablo Pichardo   | Kuba       | 17,52 / −0,6              | 17,44 / +0,2              | 17,60 / +0,2              | 17,33 / −0.1                             | 17,52 / −1,4                             | 17,73 / +0,2                             | 17,73        |
|       | Nelson Évora           | Portugal   | 17,28 / +0,3              | x                         | 17,29 / −0,6              | x                                        | x                                        | 17,52 / +0,3                             | 17,52 SB     |
| 04    | Omar Craddock          | USA        | 17,14 / +0,4              | 17,08 / +0,2              | x                         | 17,14 / +0,4                             | 17,37 / +0,2                             | 16,50 / +0,1                             | 17,37        |
| 05    | Ljukman Adams          | Russland   | x                         | 17,12 / +0,3              | 17,28 / +0,3              | x                                        | 17,21 / ±0,0                             | 17,23 / +0,1                             | 17,28        |
| 06    | Marian Oprea           | Rumänien   | 17,06 / +0,4              | 16,23 / +0,2              | –                         | –                                        | –                                        | x                                        | 17,06        |
| 07    | Dmitri Sorokin         | Russland   | 16,99 / +0,4              | 16,38 / +0,3              | x                         | x                                        | x                                        | x                                        | 16,99        |
| 08    | Tosin Oke              | Nigeria    | 16,77 / +0,5              | x                         | 16,81 / +0,4              | x                                        | x                                        | x                                        | 16,81        |
| 09    | Godfrey Khotso Mokoena | Südafrika  | 16,57 / −0,5              | 16,76 / +0,2              | 16,81 / +0,3              | nicht im Finale der besten acht Springer | nicht im Finale der besten acht Springer | nicht im Finale der besten acht Springer | 16,81        |
| 10    | Leevan Sands           | Bahamas    | 16,68 / +0,3              | x                         | 16,47 / +0,2              | nicht im Finale der besten acht Springer | nicht im Finale der besten acht Springer | nicht im Finale der besten acht Springer | 16,68        |
| 11    | Jonathan Drack         | Mauritius  | x                         | 16,15 / +0,2              | 16,64 / +0,1              | nicht im Finale der besten acht Springer | nicht im Finale der besten acht Springer | nicht im Finale der besten acht Springer | 16,64        |
| 12    | Benjamin Compaoré      | Frankreich | x                         | x                         | 16,63 / +0,2              | nicht im Finale der besten acht Springer | nicht im Finale der besten acht Springer | nicht im Finale der besten acht Springer | 16,63        |

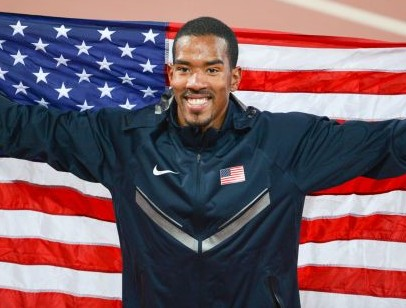
2012 Olympiasieger und nach 2011 erneut Weltmeister: Christian Taylor
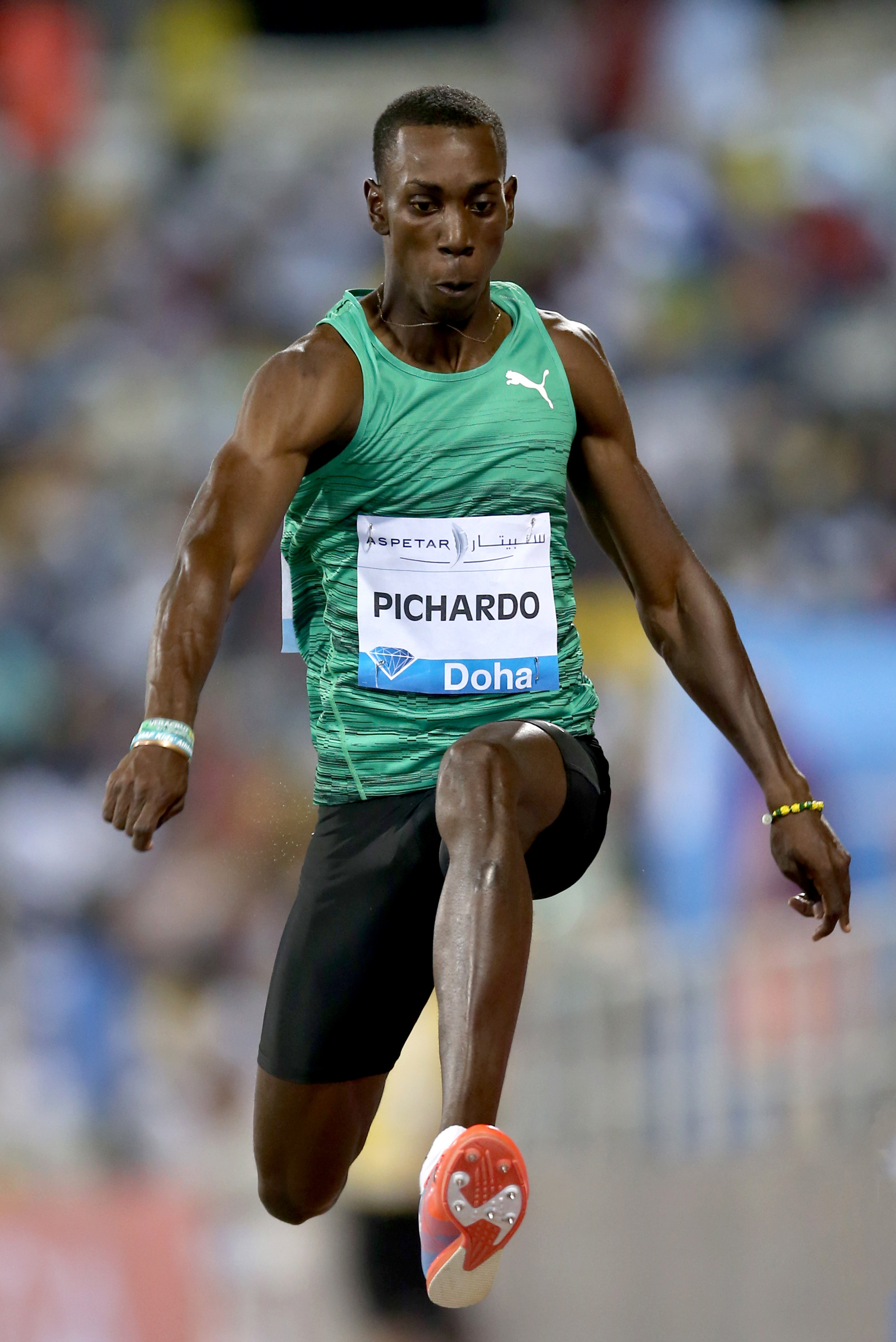
Vizeweltmeister Pedro Pablo Ricardo
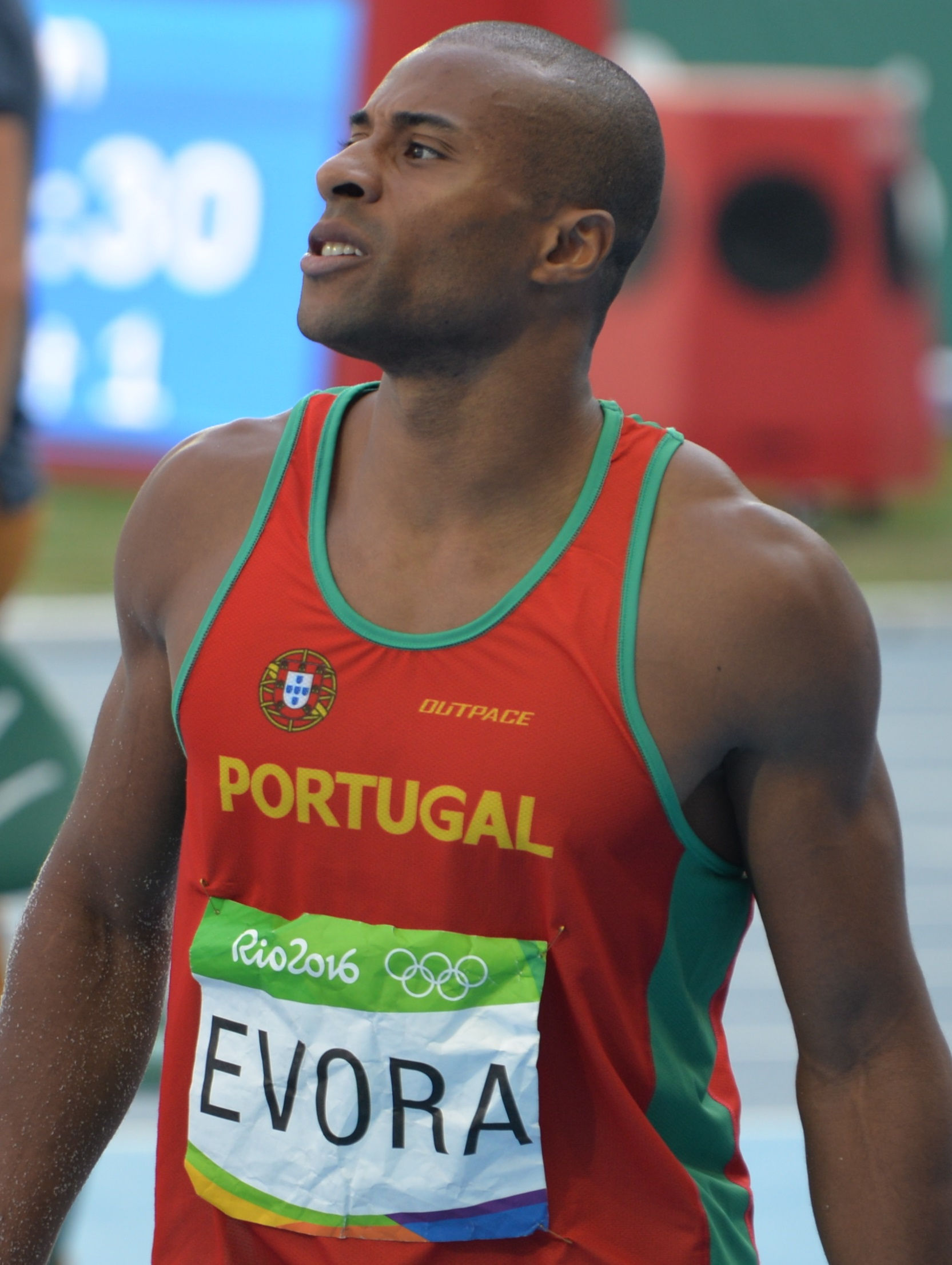
Bronzemedaillengewinner Nelson Évora

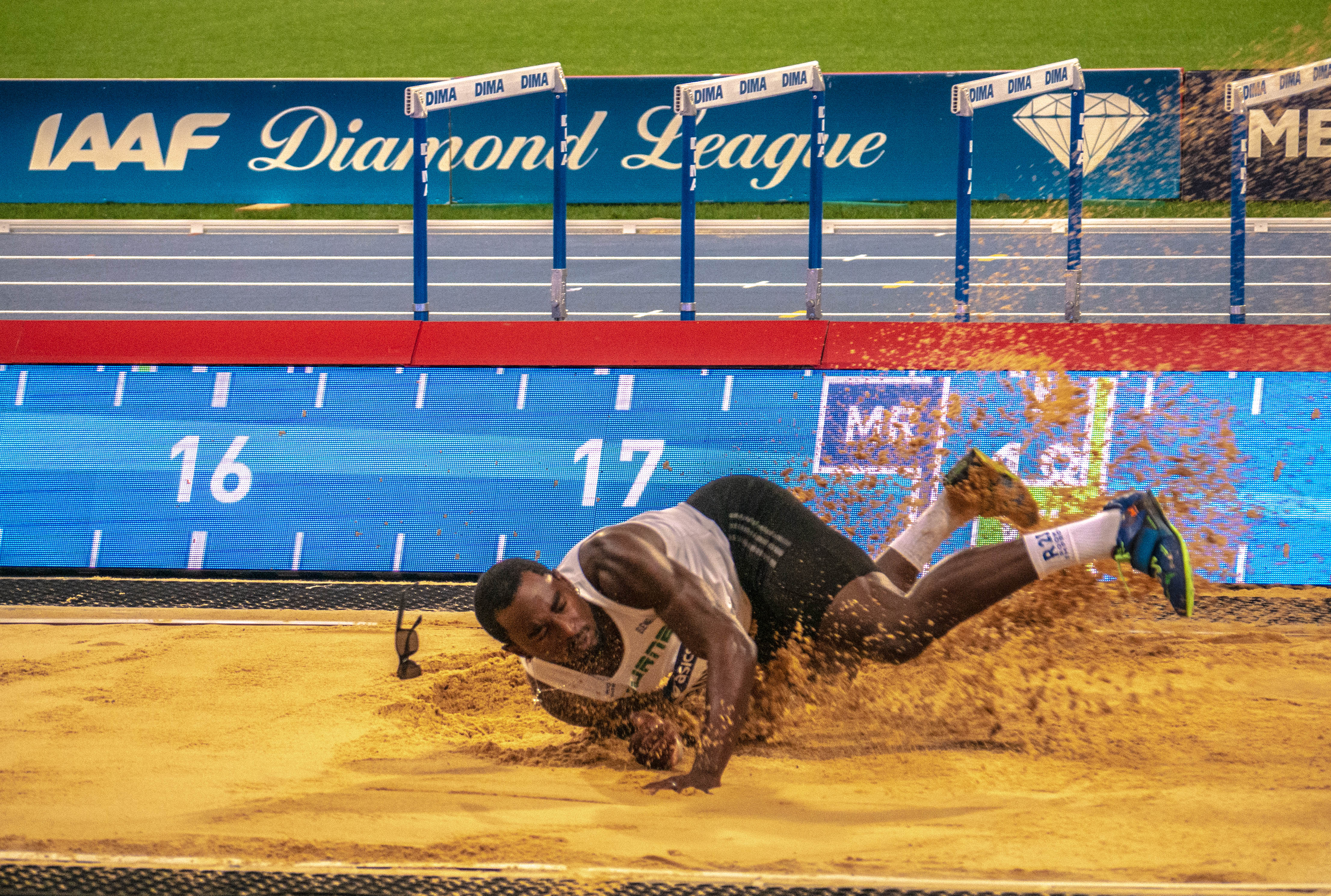
Omar Craddock – Rang vier
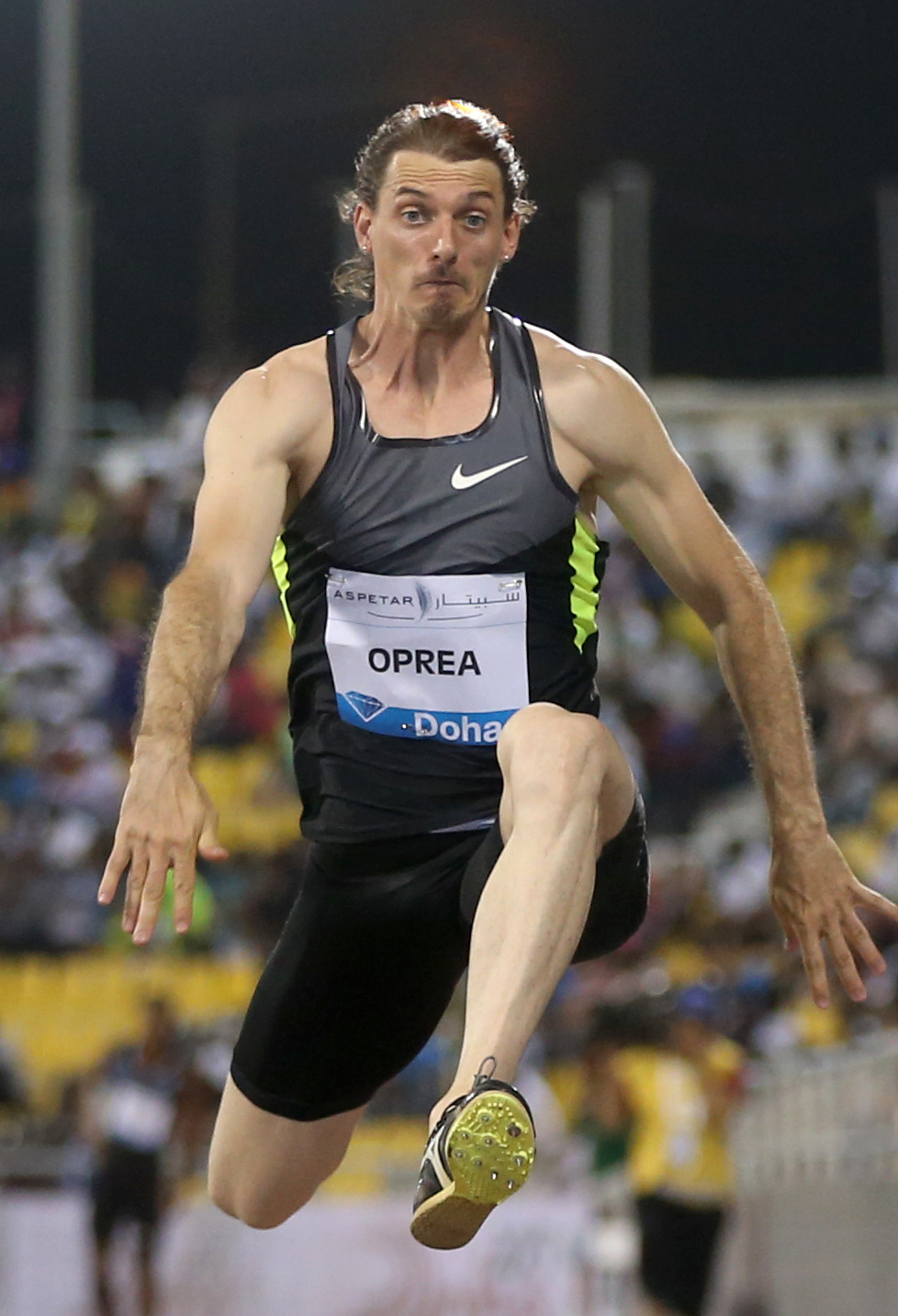
Marian Oprea kam auf den sechsten Platz
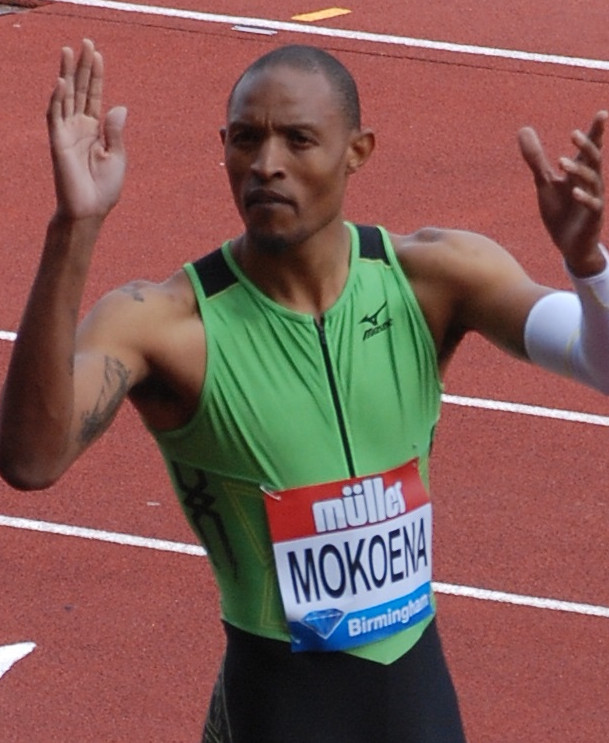
Rang neun für Khotso Mokoena
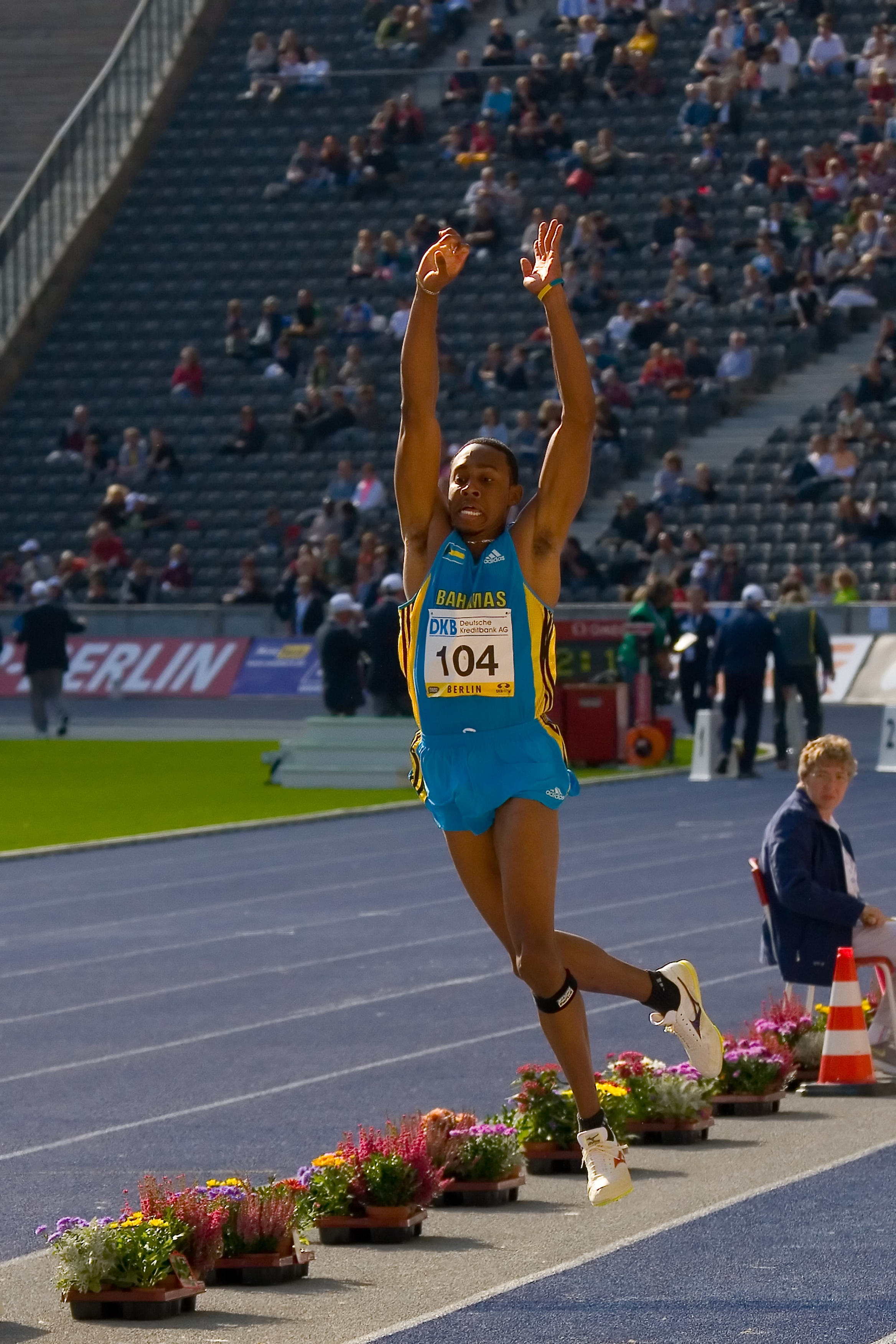
Leevan Sands belegte Rang zehn
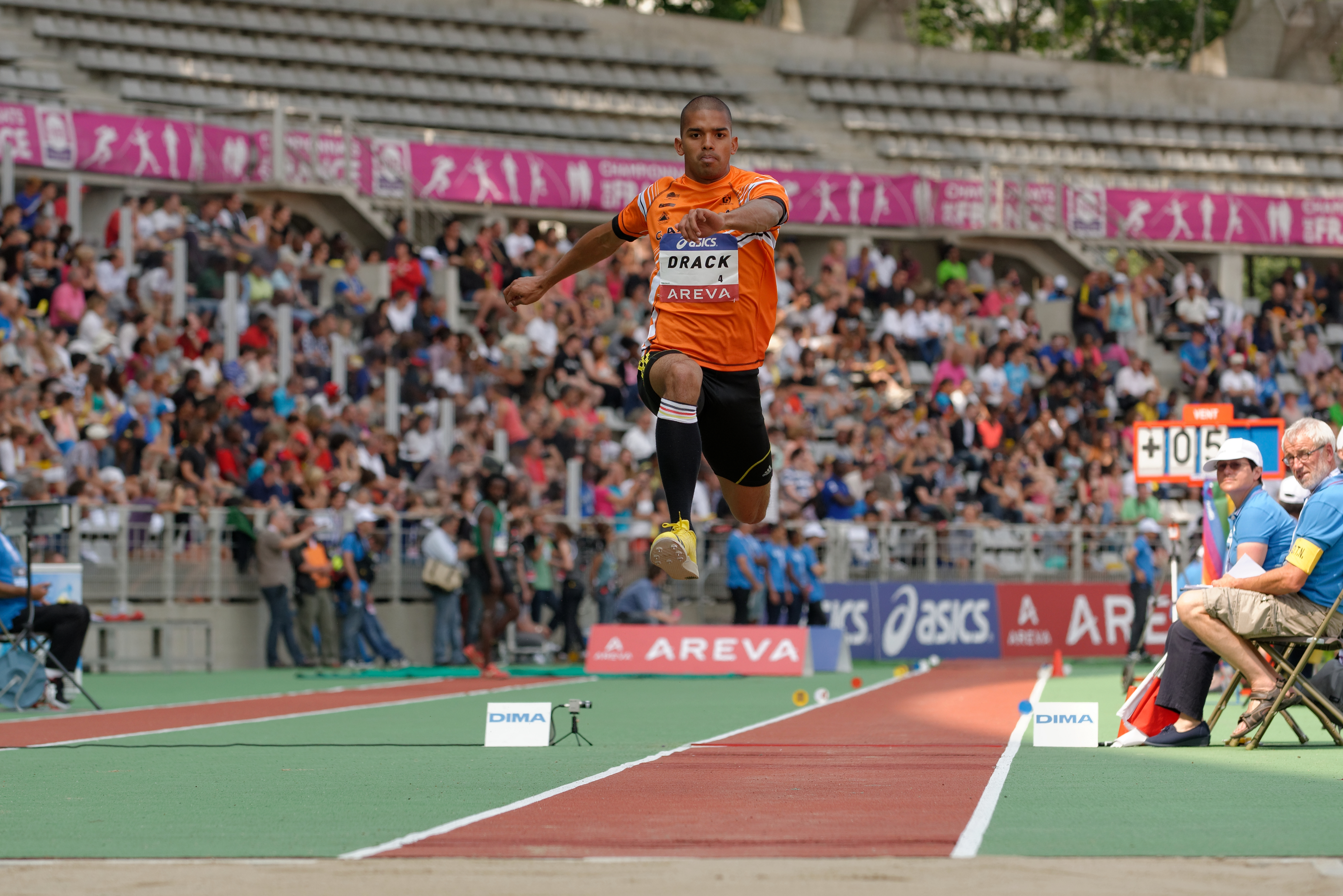
Jonathan Drack erreichte den elften Platz
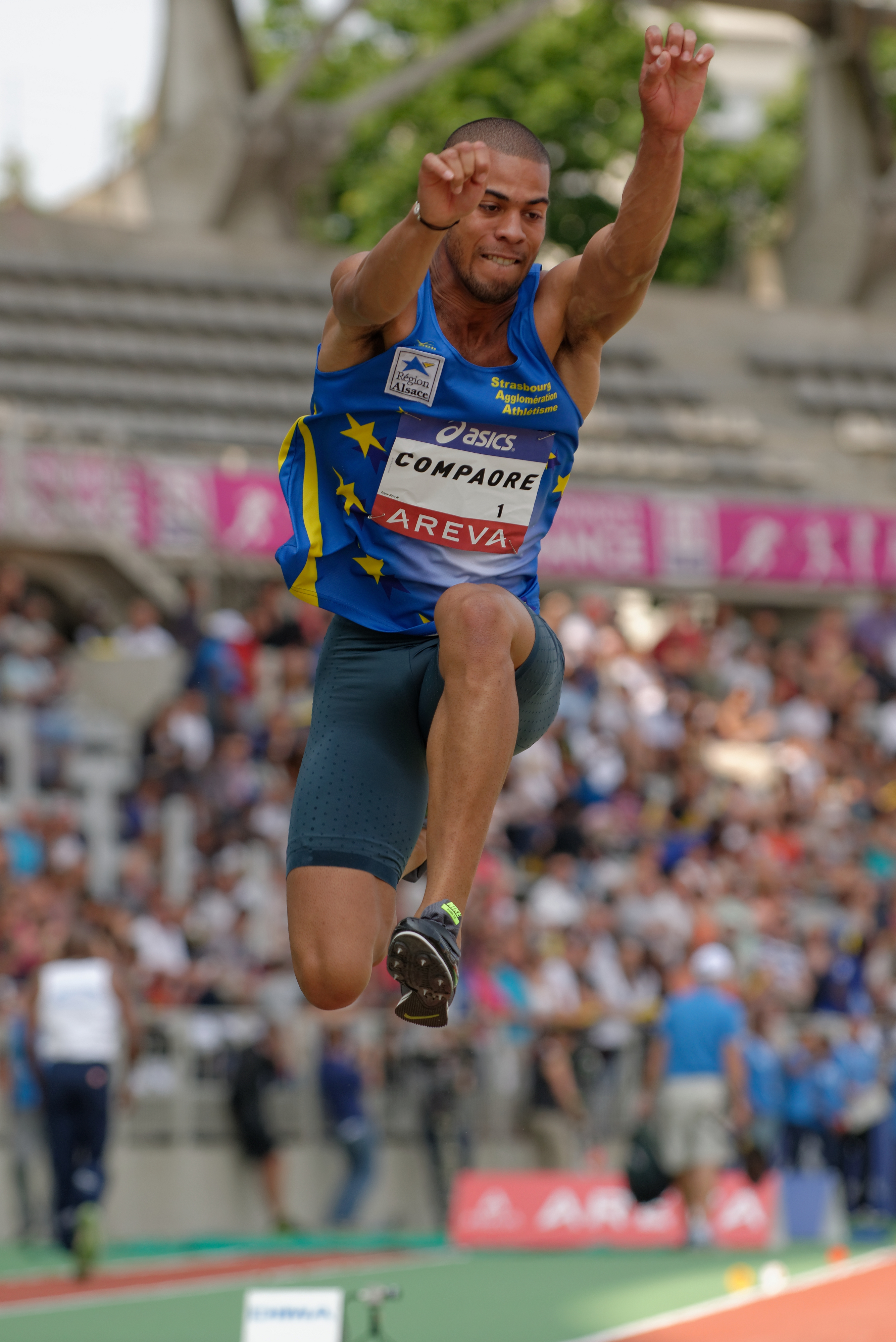
Der amtierende Europameister Benjamin Compaoré belegte im Finale Platz zwölf

## Videolinks
- Triple jump men qualification Beijing 2015, youtube.com, abgerufen am 16. Februar 2021
- 2015 Beijing – World Championship – Triple Jump – Men, youtube.com, abgerufen am 16. Februar 2021